# UWC México 52
UWC México 52: Ramos vs. Sedano fue un evento de artes marciales mixtas producido por Ultimate Warrior Challenge México, que se llevó a cabo el 7 de abril de 2024 en la Arena Zonkeys de Tijuana, Baja California, México.